# میخائیل میخائیلویچ دیاکونوف
میخاییل میخائیلویچ دیاکونوف (۱۹۵۴–۱۹۰۷)، شرق‌شناس و ایران‌شناس برجسته روسی بود.
وی برادر بزرگتر ایگور میخائیلویچ دیاکونوف روسی دیگر ایران‌شناس و استاد برجسته زبان‌های باستانی می‌باشد.

## آثار
کتاب تاریخ ایران باستان که توسط روحی ارباب به فارسی ترجمه شده‌است اثری مهم م.م. دیاکونوف در مورد تاریخ ایران در عهد باستان می‌باشد که در سال‌های ۱۹۴۴–۱۹۴۵ به رشته تحریر درآمده و نسخه‌های خطی آن مورد استفاده وسیع دانشجویان و دانش پژوهان در زمان خود قرار گرفت؛ لیکن این کتاب پس از مرگ وی به چاپ رسید. این کتاب توسط برادر وی و ایران‌شناس معروف ایگور دیاکونوف و ا. گ پریخانیان بازنگری شده و در سال ۱۹۵۴ به طبع رسیده‌است